# Reithrodontomys mexicanus
Reithrodontomys mexicanus és una espècie de mamífer rosegador de la família dels cricètids. Viu a Colòmbia, Costa Rica, l'Equador, El Salvador, Guatemala, Hondures, Mèxic, Nicaragua i Panamà. Es tracta d'un animal nocturn i semiarborícola. El seu hàbitat natural són els boscos. És una espècie en risc mínim, és a dir, no sembla que hi hagi cap amenaça significativa per a la seva supervivència. El seu nom específic, mexicanus, significa ‘mexicà’ en llatí.